# Giulio Agricola
Giulio Agricola – stacja na linii A metra rzymskiego. Stacja została otwarta w 1980 roku.